# Mefenorex

Strukturformel för mefenorex.

Mefenorex, summaformel C12H18ClN, är ett centralstimulerande medel som används som bantningsmedel, patenterat 1966.
Substansen är narkotikaklassad och ingår i förteckning P IV i 1971 års psykotropkonvention, samt i förteckning II i Sverige.